# Beatriče Žbona Trkman
Beatriče Žbona Trkman, slovenska arheologinja, * 18. oktober 1949, Miren, 1. april 2015

## Življenje in delo
Rodila se je v družini uradnika Borisa Žbona. Na Filozofski fakulteti v Ljubljani je leta 1975 diplomirala iz arheologije. Po diplomi se je zaposlila v Goriškem muzeju. Sodelovala je na več arheoloških izkopavanjih. Arheološki zemljevid Zahodne Slovenije je obogatila z vrsto novih ali na novo potrjenih najdišč (Biljenski griči, Kanal, Miren, Orehovlje, Šmartno, Štanjel, Vitovlje), posebej odmevni pa sta bili njeni raziskavi depoja iz bronaste dobe na Kanalskem Vrhu in pri cerkvi Sv. Urha v Tolminu s staroslovanskimi najdbami. Sama ali v soavtorstvu je napisala več strokovnih člankov in knjig. Njena bibliografija obsega 31 zapisov.

## Nagrade in priznanja
- 2004: Valvasorjevo priznanje za stalno arheološko razstavo Fluvio Frigido Castra Flovio Ajdovščina (Goriški muzej; kot del ekipe)[3]

## Izbrana bibliografija
- Pohajanje po Baški grapi (COBISS)
- Staroslovansko grobišče pri Sv. Urhu v Tolminu (COBISS)
- Kanalski vrh : zakladna najdba (COBISS)